# Elvis Sings The Wonderful World of Christmas
| 전문가 평가                   | 전문가 평가 |
| 평가 점수                     | 평가 점수   |
| 출처                          | 점수        |
| ----------------------------- | ----------- |
| AllMusic                      | [ 1 ]       |
| Christgau's Record Guide      | B+          |
| MusicHound                    | [ 3 ]       |
| The Rolling Stone Album Guide | [ 4 ]       |
| Rough Guides                  | [ 5 ]       |

《Elvis Sings The Wonderful World of Christmas》는 1971년 10월 20일에 발매된 미국의 가수 엘비스 프레슬리의 열다섯 번째 스튜디오 음반이다. 이 음반은 《Elvis' Christmas Album》 (1957년) 이후 새로운 녹음이 있는 그의 첫 번째 크리스마스 음반이었다. 이 음반의 싱글 〈Merry Christmas Baby〉 / 〈O Come, All Ye Faithful〉는 나중에 1971년 11월에 발매되었다. 이 음반은 베스트셀러였고 크리스마스 LP의 차트에서 1위를 차지했다. 빌보드 200 차트에서 높은 순위를 차지했지만, 1963년부터 1973년까지, 홀리데이 음반은 차트에 오르는 것이 허용되지 않았다. 엘비스의 첫 번째 크리스마스 음반의 상업적인 매력은 없었지만, 점차 지속적인 인기를 얻고 있다. 이 음반은 1977년 11월 4일 골드, 1977년 12월 1일 플래티넘, 1988년 5월 20일 플래티넘 2배, 1999년 7월 15일 플래티넘 3배 인증을 받았다.

## 배경
음반에 수록된 몇몇 곡들은 엘비스 프레슬리의 발매사에 의해 발매되었다. 〈Holly Leaves and Christmas Trees〉, 〈I'll Be Home on Christmas Day〉, 〈If I Get Home on Christmas Day〉, 그리고 〈On a Snowe Christmas Night〉와 같은 노래들이 있다. 프레슬리는 임페리얼스 콰르텟의 대부분의 노래들에 반주를 하고 있다.
RCA 레코드는 1988년 콤팩트 디스크로 음반을 재발매했다. CD 발매에는 1968년 6월 27일 녹음된 〈Merry Christmas Baby〉의 확장 버전과 보너스 라이브 트랙인 〈Blue Christmas〉가 포함되어 있으며, 이전에는 1968년 음반인 《Elvis》에서 발매되었다.
2017년, 음반의 twp-CD 스페셜 에디션이 팔로 댓 드림 레코드를 통해 발매되었으며, 상당수의 미공개 테이크와 오리지널 LP를 구성하는 곡들의 편집되지 않은 버전이 공개되었다.

## 곡 목록

### 오리지널 발매
| #  | 제목                                           | 작사·작곡                           | 재생 시간 |
| -- | ---------------------------------------------- | ----------------------------------- | --------- |
| 1. | 〈O Come, All Ye Faithful〉                    | 민요, 엘비스 프레슬리 (편곡)        | 2:49      |
| 2. | 〈The First Noel〉                             | 민요, 프레슬리 (편곡)               | 2:11      |
| 3. | 〈On a Snowy Christmas Night〉                 | 스탠리 J. 겔버                      | 2:50      |
| 4. | 〈Winter Wonderland〉                          | 펠릭스 버나드, 리처드 버나드 스미스 | 2:20      |
| 5. | 〈The Wonderful World of Christmas〉           | 찰스 토비아스                       | 1:59      |
| 6. | 〈It Won't Seem Like Christmas (Without You)〉 | J. A. 발트롭                        | 2:43      |

| #  | 제목                                 | 작사·작곡                  | 재생 시간 |
| -- | ------------------------------------ | -------------------------- | --------- |
| 1. | 〈I'll Be Home on Christmas Day〉    | 마이클 재럿                | 3:50      |
| 2. | 〈If I Get Home On Christmas Day〉   | 토니 맥컬리                | 2:54      |
| 3. | 〈Holly Leaves and Christmas Trees〉 | 글렌 스프린, 레드 웨스트   | 2:14      |
| 4. | 〈Merry Christmas Baby〉             | 루 백스터, 조니 무어       | 5:45      |
| 5. | 〈Silver Bells〉                     | 제이 리빙스턴, 레이 에번스 | 2:03      |
| 6. | 〈Blue Christmas〉                   | 빌리 헤이즈, 제이 W. 존슨  | 2:34      |